# ¡Dibus!
¡Dibus! (eslogan: "La revista de los jóvenes artistas") fue una revista dirigida a un público infantil y preadolescente, de periodicidad mensual, editada por Norma Editorial desde 2000 hasta 2015, durante un total de 178 números, lo que la convierte en la más duradera de su mercado en España. Además en su momento de mayor éxito y con el auge de internet contó con su propia cuenta de Twitter, Facebook y página web (actualmente inactiva), donde se ampliaban los contenidos de la revista. Su precio osciló entre las 495 pts. (2,99€) de los primeros números hasta los 4,95€ de sus últimos números
A raíz de su éxito, dicha editorial lanzó en 2001 la efímera ¡DibuCómics!.

## Contenido
Como ya hiciese Top Disney (1996-1999), ¡Dibus! sigue la fórmula de centrarse en las secciones informativas sobre creatividad, cine y videojuegos en lugar de solo en historietas del tebeo clásico. En sus páginas combinaba artículos sobre temas "de moda" para su público diana (dibujos animados, libros, películas o videojuegos), con otras secciones más constantes centradas principalmente en enseñar a dibujar. Como muchas otras de las revistas de la época también tenía una sección dedicada a las cartas y dibujos que los lectores mandaban a la editorial ("El club ¡Dibus!")
Además de esto y siguiendo el espíritu de la revista, eran frecuentes los concursos de dibujo con diferentes premios relacionados con el motivo del mismo (ej.: videojuego pokémon, figura gormiti, material de dibujo, etcétera).
Con la revista también solía venir un pequeño regalo (pegatinas, juguetes, pósters, postales, CDs, entre otros).

## Secciones
Algunas de las secciones dedicadas a enseñar fueron posteriormente recopiladas por la propia editorial en libros aparte (Las clases del maestro Picosso) y actualmente algunos recopilatorios están disponibles bajo el subsello de Norma Editorial, "Editorial Astronave".
| Años            | Números | Título                         | Autoría                      |
| --------------- | ------- | ------------------------------ | ---------------------------- |
| 03/2000         | 1-      | Dibújalo                       | Tremendo Estudio             |
| 03/2000         | 1-      | Jóvenes Dibujantes             | Daniel Torres                |
| 03/2000-01/2015 | 1 - 178 | Cópialo                        |                              |
| 03/2000-01/2015 | 1 - 178 | El Club ¡Dibus!                |                              |
| 03/2000-01/2015 | 1- 178  | El personaje del mes           |                              |
| 03/2000         | 1-      | Coloréalo                      | Núria Peris                  |
| 03/2000-01/2015 | 1 - 178 | Pasatiempos                    |                              |
| 03/2000-08/2001 | 1 - 17  | Anímalo                        | Enrique Vicente              |
| -01/2015        | - 178   | Dibugame                       |                              |
| 03/2000-01/2015 | 1-178   | El Noticiero                   |                              |
| 03/2000-01/2015 | 1-178   | El Mando                       |                              |
| 05/2000-        | 3-      | Como se crea un personaje      | Juanjo Sarto y Abel Carrasco |
| 08/2000-        | 5-      | Aprende a Dibujar...¡Comics!   | Escola Joso Cómic            |
| 03/2001-        | 12-     | Aprende los secretos del Manga | Guillermo March              |
| 02/2001-        | 11-     | Catálogo de Dibujantes         | Amadeu                       |

En la revista también se publicaron series de cómic como las siguientes:
| Años                             | Números    | Título                             | Autoría                           |
| -------------------------------- | ---------- | ---------------------------------- | --------------------------------- |
| 03/2000-01/2015                  | 1-178      | La pandilla de Dibu                | Álex López                        |
| 03/2000-01/2015                  | 1-178      | MiniMonsters                       | David Ramírez                     |
| 03/2000-                         | 1-         | Zoé en el País de las Hadas        | Bernardo Vergara/José Luis Ágreda |
| 03/2000-                         | 1-         | Cosmo                              | Daniel Torres                     |
| 03/2000-                         | 1-         | Melusina                           | Clarke y Gibson                   |
| 03/2000-                         | 1-         | Wilfredo el caballero              | Darío Adanti                      |
| 03/2000-                         | 1-         | Kid Pad                            | Midam                             |
| 03/2000-                         | 1-         | Los Zorrillos                      | Deth y Corcal                     |
| 03/2000-11/2000                  | 1-8        | Calvin and Hobbes                  | Bill Watterson                    |
| 03/2000-11/2000                  | 1-8        | Garfield                           | Jim Davis                         |
| 03/2000                          | 1-         | Mister X                           | Athos y EnriqueCarlos             |
| 06/2000-11/2000, 04/2001-05/2001 | 3-8, 13-14 | Snoopy y Carlitos (Peanuts)        | Charles Schulz                    |
| 12/2000-                         | 9-         | Pequeño Mosquito                   | Darío Adanti                      |
| 09/2001-                         | 18-        | La tribu de Quelkabe               | Calo                              |
| 09/2001-                         | 18-        | Gronaldo Bocanada                  | Athos y EnriqueCarlos             |
| 11/2000-10/2001                  | 8-19       | Pun Tarrota                        | Jan                               |
| 12/2000-01/2015                  | 9-178      | Dinokid                            | David Ramírez                     |
| 03/2000-                         | 1-         | Tom                                | Daniel Torres                     |
| 08/2001-                         | 17-        | ¡Animalada!                        | Pau                               |
| 11/2002-06/2003                  | 32-39      | Supertron                          | Jan                               |
| 06/2007                          |            | Las Dibuclases del Maestro Picosso | Ricardo Peregrina                 |

## Valoración
En el momento de su lanzamiento, ¡Dibus! fue celebrada como un novedoso intento de enganchar a los más pequeños al cómic.